# Потулиці (Куявсько-Поморське воєводство)
Потулиці (пол. Potulice, нім. Potulitz) — село в Польщі, у гміні Накло-над-Нотецем Накельського повіту Куявсько-Поморського воєводства.
Населення — 1477 осіб (2011).

## Демографія
Демографічна структура станом на 31 березня 2011 року:
|          | Загалом | Допрацездатний вік | Працездатний вік | Постпрацездатний вік |
| -------- | ------- | ------------------ | ---------------- | -------------------- |
| Чоловіки | 737     | 133                | 552              | 52                   |
| Жінки    | 740     | 119                | 470              | 151                  |
| Разом    | 1477    | 252                | 1022             | 203                  |